# Rhizogonium alpestre
Rhizogonium alpestre là một loài rêu trong họ Rhizogoniaceae. Loài này được Müll. Hal. mô tả khoa học đầu tiên năm 1897.